# Sierpinski (cráter)
Sierpinski es un cráter de impacto perteneciente a la cara oculta de la Luna. Se encuentra al sureste de la enorme planicie amurallada del cráter Gagarin, y al noroeste del cráter O'Day y el Mare Ingenii.
|  |

Este cráter ha sufrido un cierto desgaste, particularmente en el sudoeste, donde Sierpinski Q se introduce ligeramente en la pared interna. El borde es más alto y la pared interior más ancha en el lado oriental. Presenta una cresta prominente dentro del interior, que se extiende desde cerca del punto medio hasta la pared interna septentrional. Varios pequeños cráteres yacen sobre la pared interior en sus sectores norte y noroeste. Solamente se halla relativamente nivelada una pequeña porción del suelo interior en la mitad occidental.

## Cráteres satélite

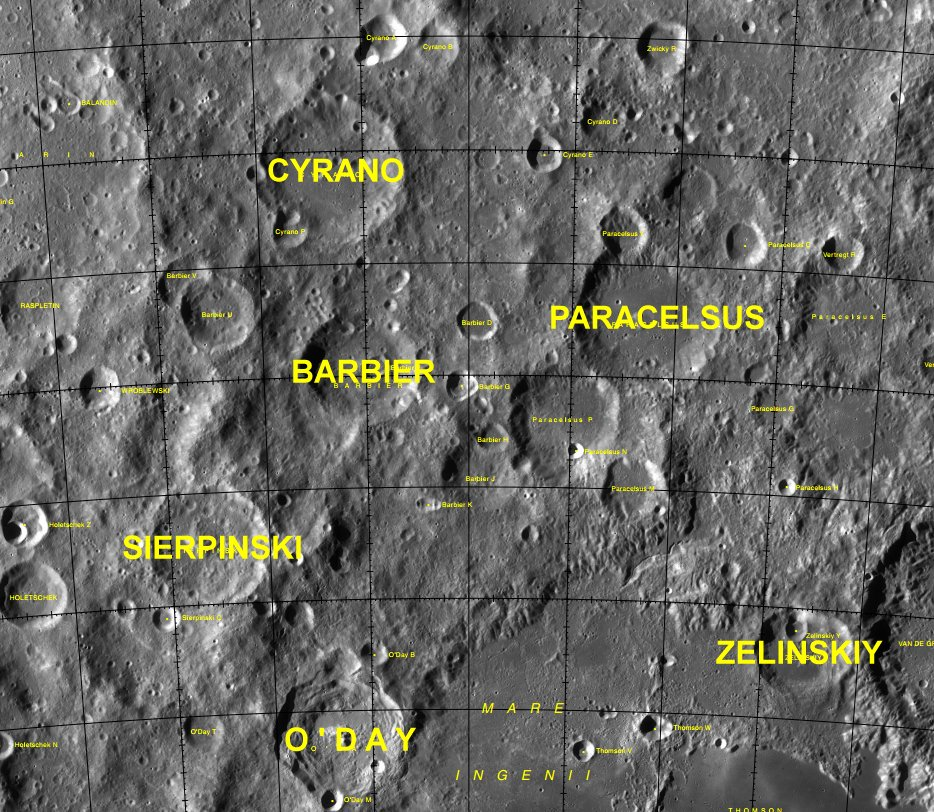
Entorno de Sierpinski.

Por convención estos elementos son identificados en los mapas lunares poniendo la letra en el lado del punto medio del cráter que está más cercano a Sierpinski.
|            | \| Sierpinski \| Coordenadas \| Diámetro \| \| ---------- \| ------------------------------- \| -------- \| \| Q \| 28°18′S 153°36′E / -28.3, 153.6 \| 15 km \| |          |
| Sierpinski | Coordenadas | Diámetro |
| Q          | 28°18′S 153°36′E / -28.3, 153.6 | 15 km    |

## Referencias

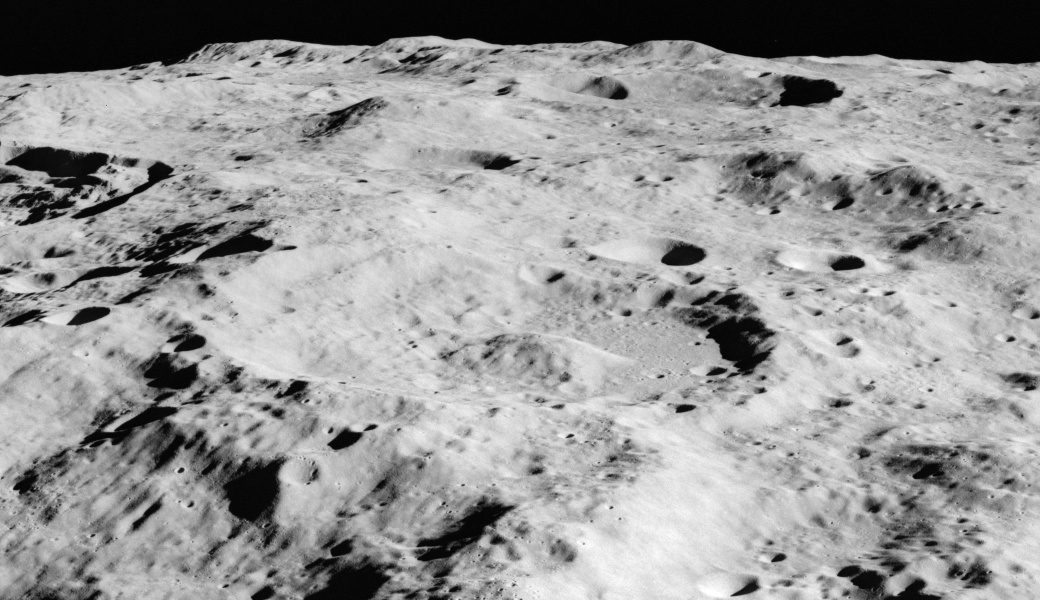
Vista oblicua desde el Apolo 17, mirando al sur.